# فرودگاه توکاچی

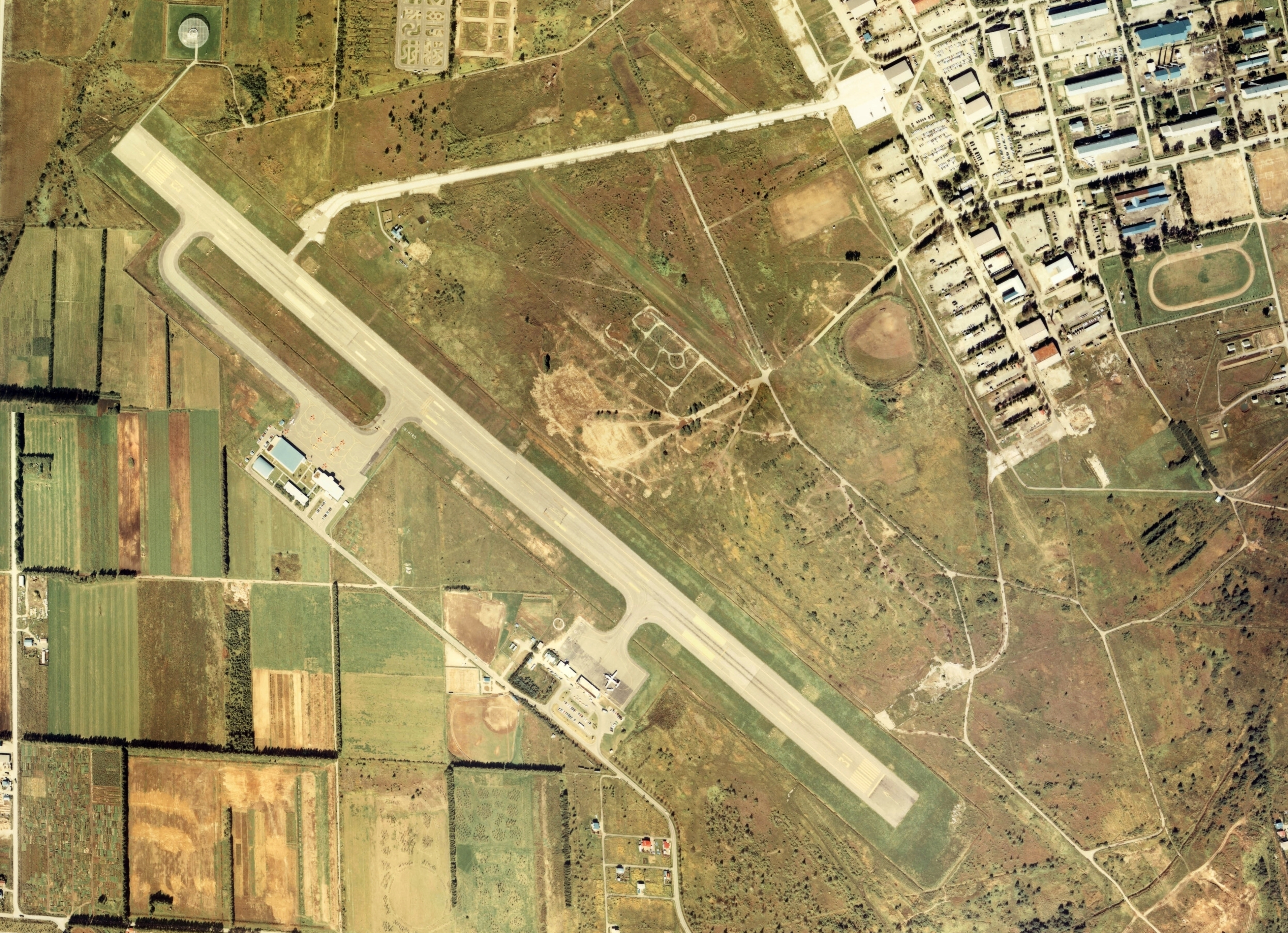
فرودگاه توکاچی

فرودگاه توکاچی (به انگلیسی: Tokachi Airfield) یک فرودگاه نظامی است که یک باند فرود آسفالت بتن دارد و طول باند آن ۱۵۰۰ متر است. این فرودگاه در شهر اوبیهیرو کشور ژاپن قرار دارد .